# Fernando Fortún
Fernando Fortún (Madrid, 1890 - 1914), poeta y crítico español del grupo crepuscular.

## Biografía
Publicó su primer libro, La hora romántica (1907) a los diecisiete años. Su mentor era entonces Francisco Villaespesa, pero supera a su maestro en el latido intimista que presenta su lírica, desarrollado luego a costa del decorativo modernismo de su maestro. También presenta una nostalgia del ochocientos muy rara en una España volcada casi por entero hacia la modernidad; su extraña musicalidad asordinada revive el mejor Bécquer, el que habla al oído casi para sí mismo. Su poesía se emparenta con los Poemas de provincia de Andrés González-Blanco, y con la mejor herencia del simbolismo. Se trata de una poesía empapada de melancolía y de tiempo.
En su breve vida colaboró en las nuevas revistas y asistió a tertulias como la de Carmen de Burgos, Colombine. En 1910 marchó a París y allí conoció a Enrique Díez-Canedo, con quien hizo amistad. Con él elaboró una antología fundamental, La poesía francesa moderna, que se publica en 1913 y es quizá el volumen poético de mayor influencia en la juventud de entonces; las traducciones recogidas allí son, además de ellos, también de los mejores poetas españoles del momento, entre ellos Juan Ramón Jiménez.
A partir de 1910 se irá constituyendo, según Juan Manuel Bonet, «un grupo de perfiles bastante definidos»: los crepuscolari españoles, que define como «discretos, irónicos con mesura, amigos de las cosas grises y humildes, atentos a París pero enamorados de la provincia, tentados en su verso por la prosa, sentimentales y prosaicos en su acercamiento a la ciudad moderna y a los puertos»; sus integrantes serían, además de Fortún, Enrique Díez-Canedo, Tomás Morales, Alonso Quesada, Ángel Vegue y Goldoni y Pedro Salinas.
En 1914 se publicó su segundo y último libro, ya póstumo, Reliquias, compilación de poemas, prosas y apuntes sueltos. Los poemas son ya los de un poeta con voz propia. Vida provinciana, recuerdos de infancia, amores adolescentes son evocados en un verso muy rimado, con mucho sonsonete (que nos resulta inevitablemente antiguo), y a la vez con un léxico preciso y prosaico, «a un paso de lo cursi o de lo banal», en opinión de Bonet. A partir de los años treinta, Agustín de Foxá recogió la herencia de Fortún. Ambos serían rescatados por un sector de la poesía española de los ochenta. Jon Juaristi, por citar sólo un ejemplo, parte de Fortún para su evocación, entre irónica y tierna, de la vieja provincia de tradición carlista.

## Obras
- La hora romántica, Madrid, Imprenta Gutenberg, 1907.
- La poesía francesa moderna. Antología ordenada y anotada por Enrique Díez-Canedo y Fernando Fortún, Madrid, Renacimiento, 1913; 2.ª ed., Gijón, Llibros del Pexe, 1994.
- Reliquias, Madrid, Imprenta Clásica Española, 1914; 2.ª ed., Madrid, Signos, 1992. Prólogo de Luis Antonio de Villena (no se reproducen los textos en prosa).